# Chlorurus
Chlorurus is een geslacht van straalvinnige vissen uit de familie van papegaaivissen (Scaridae). Het geslacht is voor het eerst wetenschappelijk beschreven in 1839 door Swainson.

## Soorten
De volgende soorten zijn bij het geslacht ingedeeld:
- Chlorurus atrilunula (Randall en Bruce, 1983)
- Chlorurus bleekeri (de Beaufort, 1940)
- Chlorurus bowersi (Snyder, 1909)
- Chlorurus capistratoides (Bleeker, 1847)
- Chlorurus cyanescens (Valenciennes, 1840)
- Chlorurus enneacanthus (Lacépède, 1802)
- Chlorurus frontalis (Valenciennes, 1840)
- Chlorurus genazonatus (Randall en Bruce, 1983)
- Chlorurus gibbus (Rüppell, 1829)
- Chlorurus japanensis (Bloch, 1789)
- Chlorurus microrhinos (Bleeker, 1854)
- Chlorurus oedema (Snyder, 1909)
- Chlorurus perspicillatus (Steindachner, 1879)
- Chlorurus rhakoura (Randall en Anderson, 1997)
- Chlorurus sordidus (Forsskål, 1775)
- Chlorurus strongylocephalus (Bleeker, 1854)
- Chlorurus troschelii (Bleeker, 1853)